# Alan Miller (futbolista)
Alan John Miller (Epping, Essex, 29 de marzo de 1970-3 de junio de 2021) fue un futbolista profesional británico que se desempeñaba como portero.

## Trayectoria
Comenzó como aprendiz en el Arsenal en 1984. Con ellos ganó la FA Cup Juvenil en 1988 y jugó cuatro partidos con la selección inglesa sub-21. Sin embargo con John Lukic y luego con David Seaman, las oportunidades con el primer equipo fueron raras. Tuvo periodos de préstamo con Plymouth Argyle, West Bromwich Albion y Birmingham City.
Hizo su debut con el Arsenal el 21 de noviembre de 1992 como suplente, siendo el primer portero del club en entrar en esta condición. Hizo otras siete apariciones en las próximas dos temporadas. Ganó las medallas de campeón de la FA Cup y Copa de la Liga en 1992-93 y una medalla de la Recopa de Europa en 1993-94, como sustituto no utilizado en cada ocasión.
En el verano de 1994 se mudó al Middlesbrough por £ 500 000, ganando el campeonato de la Football League First Division en su primera temporada.
En 1997 fichó por el West Bromwich Albion en un contrato de £ 400 000, antes de pasar a Blackburn Rovers en 2000. Jugó solo dos partidos durante su tiempo en Ewood Park, contra Sheffield United en la liga y Portsmouth en la Copa de la Liga. Mientras estuvo en Blackburn, fue cedido a Bristol City y Coventry City durante 2000-01. Su única aparición en Coventry fue inolvidable, ya que entró como suplente ante el Chelsea después de que Chris Kirkland fuera expulsado en la derrota de 6-1. En octubre de 2001 fue cedido al St Johnstone pero fue retirado de su cesión para ocupar su lugar en el banco cuando Blackburn ganó la final de la Copa de la Liga de 2002, proporcionando apoyo a Brad Friedel, debido a la lesión del portero habitual de segunda elección, Alan Kelly.
Se retiró en 2003 después de no poder superar una lesión en la espalda.

## Vida personal
Vivía en Holkham y jugaba al cricket para Holkham Estate. Falleció el 3 de junio de 2021, a la edad de 51 años.

## Clubes
| Club                 | País       | Año  |
| -------------------- | ---------- | ---- |
| Arsenal              | Inglaterra | 1988 |
| Plymouth Argyle      | 1988-1989  |      |
| West Bromwich Albion | 1991       |      |
| Birmingham City      | 1991-1992  |      |
| Arsenal              | 1994       |      |
| Middlesbrough        | 1994-1997  |      |
| Huddersfield Town    | 1997       |      |
| Grimsby Town         | 1997       |      |
| West Bromwich Albion | 1997-2000  |      |
| Blackburn Rovers     | 2000       |      |
| Bristol City         | 2000       |      |
| Coventry City        | 2000       |      |
| St Johnstone         | 2001-2002  |      |
| Blackburn Rovers     | 2003       |      |

## Palmarés
Arsenal
- FA Cup Juvenil: 1988
- Community Shield: 1991 (compartido)[9]
- FA Cup: 1992-93
- Copa de la Liga: 1993
- Recopa de Europa: 1993-94

Middlesbrough
- Football League First Division: 1995

Blackburn Rovers
- Copa de la Liga: 2002

### Distinciones individuales
- Equipo del año de la Football League First Division: 1997–98[10]